# 5253 Fredclifford
5253 Fredclifford eller 1985 XB är en asteroid i huvudbältet som upptäcktes den 15 december 1985 av den amerikanska astronomen Stephen C. Singer-Brewster vid Palomar-observatoriet. Den är uppkallad efter amerikanen Fred Clifford.
Asteroiden har en diameter på ungefär 2 kilometer och den tillhör asteroidgruppen Hungaria.